# Tomec
Tomec je priimek več znanih Slovencev:
- Ernest Tomec (1885—1942), gimn. profesor, katoliški organizator in politik
- Ivan Tomec (1880—1950), ljubiteljski astronom
- Jurij Tomec (1682—1733), duhovnik, nabožni pisatelj in vzgojitelj
- Krešimir Tomec (*1970), hrvaško-slovenski bas-kitarist in glasbeni producent
- Lojze (Alojz) Tomec (?—1972), družbeni in turistični delavec, muzealec (Lož)
- Matija (Matevž) Tomec (1814—1885), podobar
- Mihael Tomec, slikar (deloval okoli leta 1715)
- Miroslav Tomec (1850—1894), slikar, cerkveni glasbenik in skladatelj
- Simon Tomec (*1982), kolesar
- Špela Tomec, prevajalka